# Südschleife

Mapa del trazado original.

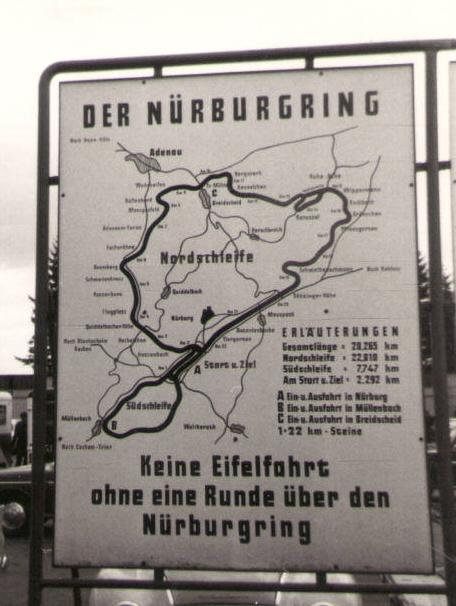
Mapa de la pista en la década de 1960.

El Nürburgring Südschleife fue un circuito de carreras ubicado en las cercanías de Nürburg, Distrito de Ahrweiler, Alemania. Se comenzó a construir en 1925 y se inauguró en 1927, como parte del complejo Nürburgring.
El trazado se podía utilizar independientemente o se podía unir a la Nordschleife por el sector conocido como Start und Ziel Schleife, por lo tanto, estos dos podían ser conducidos como una pista única de más de 28 kilómetros (17 millas) de largo, siendo una de la más largas del mundo. Este trazado se usó en competición únicamente hasta 1931.
La Südschleife se empleó para la ADAC Eifelrennen desde 1928 hasta 1931 y desde 1958 hasta 1968, así como para la Eifelpokal y otras carreras menores. 
La Südschleife se comenzó a dejar de lado muy poco después de que la Nordschleife fuera reconstruida y reinaugurada en 1970, y finalmente fue destruida cuando se construyó el nuevo circuito de Fórmula 1. Hoy en día solo quedan pequeñas secciones de la pista original.

## Trazado
Después de la recta de entrada, el trazado empezaba a descender por la colina y pasaba por debajo de una carretera pública en una zona muy boscosa. Primero unas cuantas curvas cerradas entre los árboles, luego curvas más abiertas y rápidas y un giro hacia el norte con fuertes pendientes ascendentes que subían por la colina. Después había una curva cerrada hacia la derecha y otra hacia la izquierda, que llevaba a la recta de atrás. Desde ahí se podía volver a la Nordschleife o tomar las dos últimas curvas y encarar otra vez la recta inicial de la Südschleife.

## Popularidad
La Nordschleife, o como se le decía "su hermano mayor", era mucho más larga y más difícil, por lo que, naturalmente, se hizo más famosa y más peligrosa. A lo largo de su vida útil, la Südschleife rara vez se utilizó para grandes eventos. En los primeros días, se usó el esquema de doble anillo completo para las grandes carreras, pero pronto la Südschleife fue relegada a relativamente pequeños eventos y sesiones de prueba.

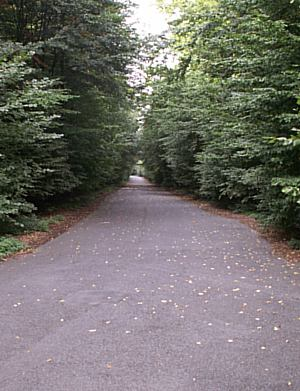
Imagen actual de lo que queda del trazado.

## Actualidad
En la actualidad, algunas de las partes del antiguo circuito sirven como calle pública, otros tramos se utilizan para acceder a la zona de aparcado de los estacionamientos y el resto, la mayoría de la pista, ha sido abandonado y destruido por la vegetación y las lluvias.